# 微小ループアンテナ

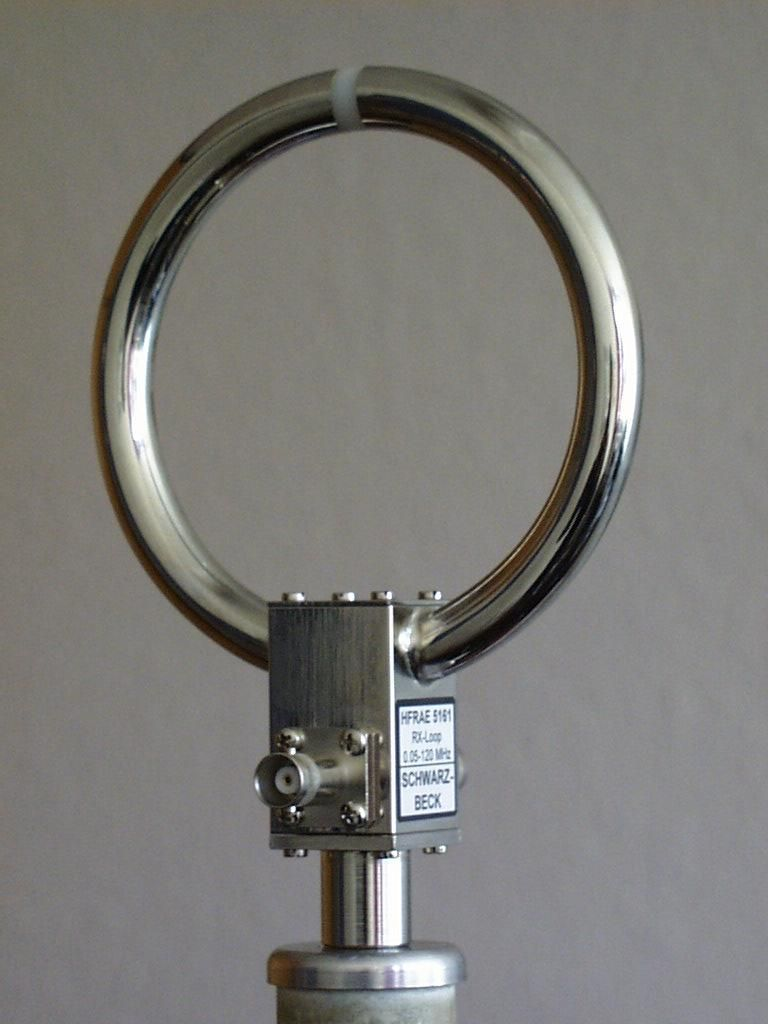
微小ループアンテナ

微小ループアンテナ（びしょうループアンテナ）とは、周囲長が波長に対して非常に短いループアンテナの一種である。スモールループアンテナ、マグネチックループアンテナとも呼ばれる。動作原理が円周長が1波長のループアンテナとは異なる。多くの場合、周囲長は1/3波長以下であり、1/10波長が磁束がそろい良いとされるが、放射抵抗が、ループを小さくすると、どんどん小さくなるために、損出抵抗をなるべく小さくする必要がある。そのためには、接触抵抗を小さくするなどの工夫が必要。狭帯域で同調し電界型のノイズの影響を受けにくい。鉄筋コンクリートの建物等に近接して取り付けると、ファラデーの電磁誘導で、近傍の導体を起震して、放射効率を上げる事が知られている。

## アマチュア無線
特に日本では、「アパマンハム」（アパート、マンションなど集合住宅から運用するアマチュア無線家）という言葉に象徴されるような、アンテナを設置するスペースが確保できない無線愛好家が多く、微小ループアンテナなどの小型アンテナに対する需要が高い。そのため研究や試作が盛んに行われている。
エレメントとなるループの一部にマッチング回路を通して給電し、その反対側に可変コンデンサを接続した構造の物が多い。共振周波数は可変コンデンサにより調整する。周囲長が波長よりも短くなるほど、使用できる周波数範囲が狭くなる。指向性はループの面に直角な方向で最大となり、ループの面上の方向でゼロとなる。
波長に対して非常に小さなサイズのため、送信に用いる場合に給電線がアンテナの一部として動作し、給電線に高電圧が発生して危険が生ずる可能性がある。それを防ぐためフロートバランを通して給電する。また、アマチュア無線等の送信時には強い近傍磁界が生じる可能性があるため、隣家や人体から十分離して使う配慮が必要である。